# Iglesia de Santa Concordia (Ruhla)

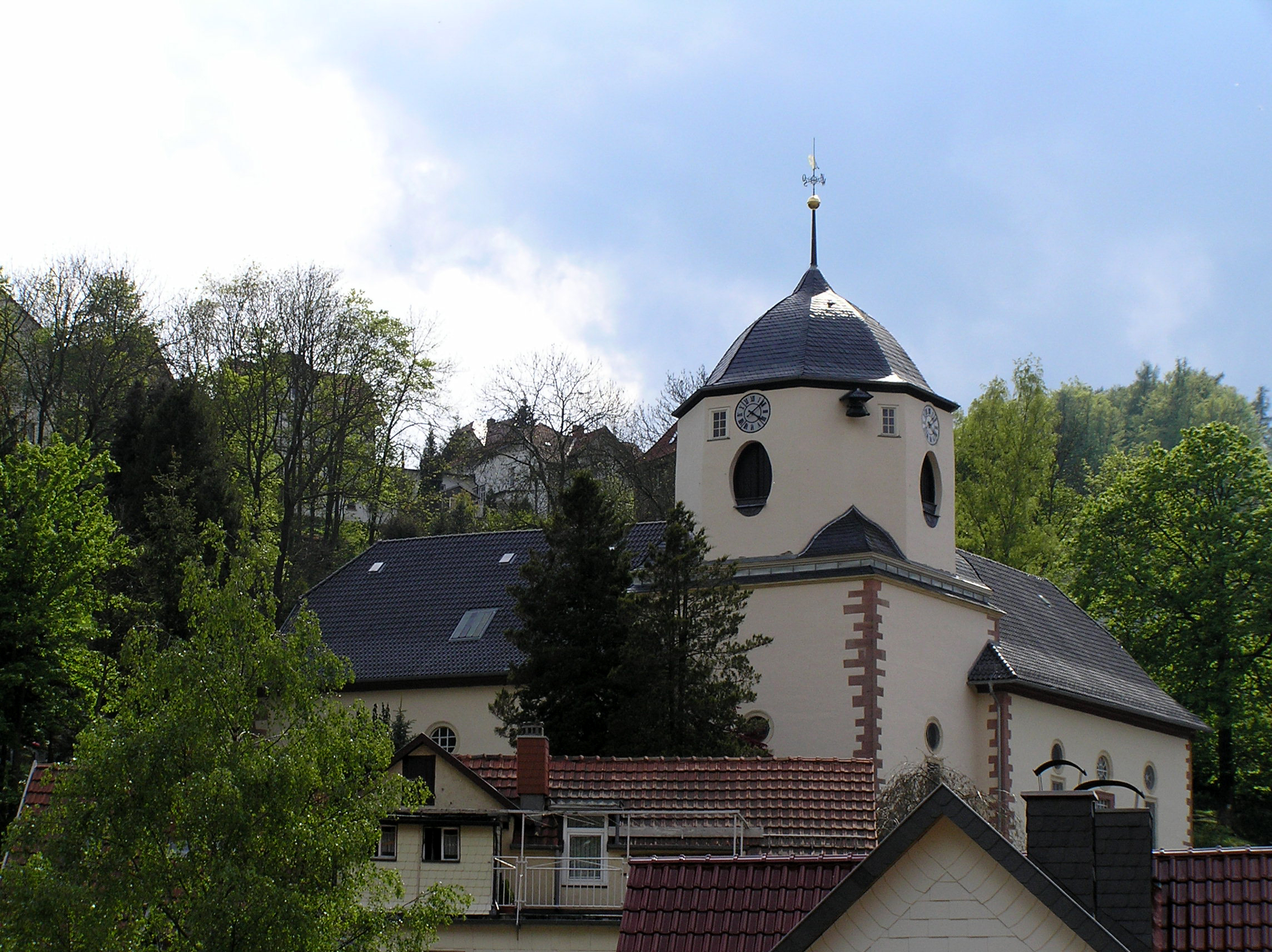
Iglesia Santa Concordia - Ruhla

La iglesia de Santa Concordia es una iglesia protestante de la ciudad de Ruhla, en el estado alemán de Turingia.

## Historia

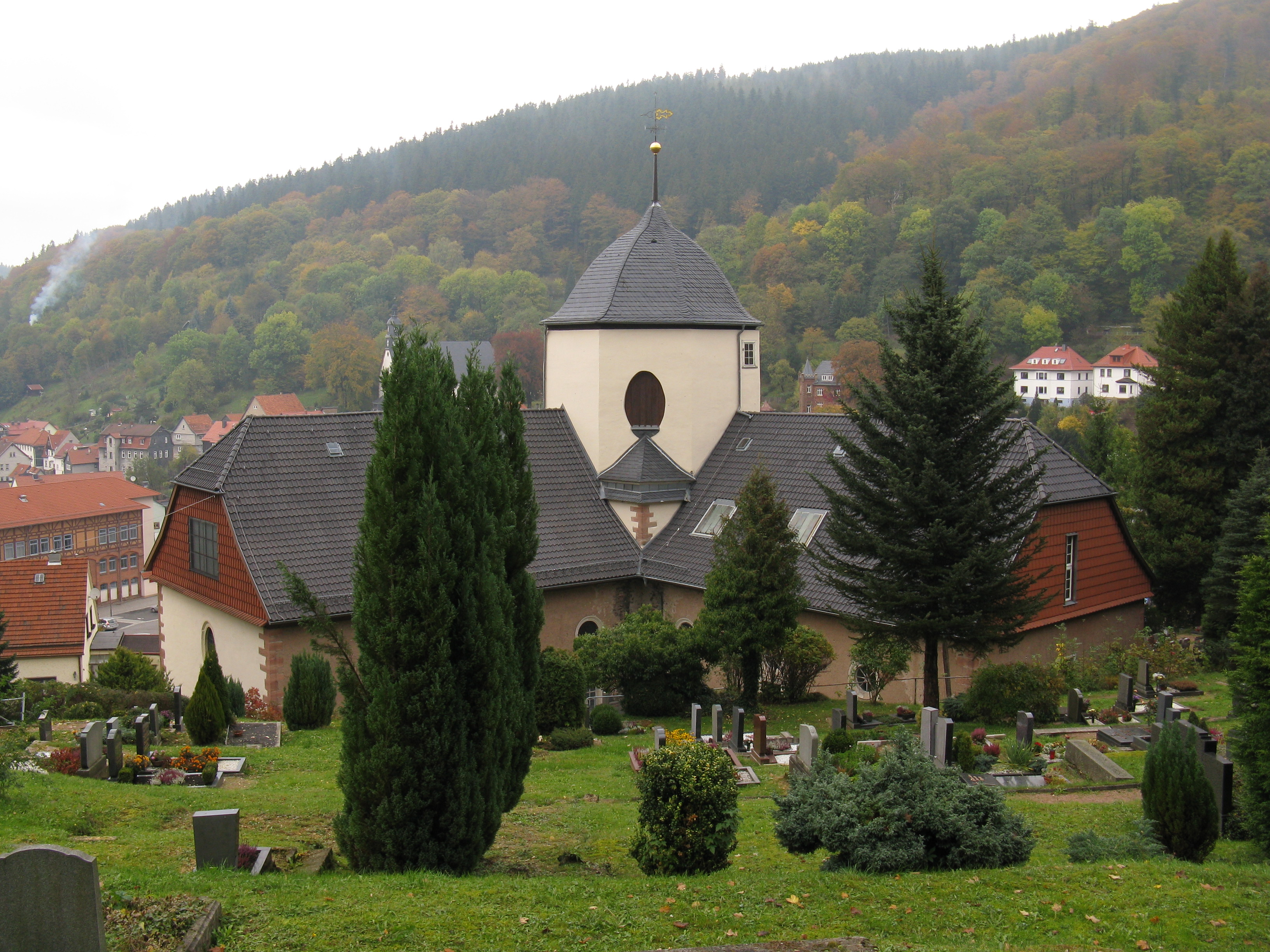
Vista superior

Inaugurada en 1661, la iglesia de la Concordia es una de las pocas   iglesia de forma angular en Alemania y la única que conserva su condición original.
Las dos naves de la iglesia forman un ángulo recto. Su constructor fue el arquitecto Johann  Moritz Heinrich Richter de Weimar 
La torre baja está diseñada en el interior como un santuario y separada de las dos naves por  arcos de medio punto. La distribución de los feligreses, se dividía en la iglesia por sexo: La nave sur era para las mujeres y la occidental para los hombres.
La iglesia no fue financiada por el Estado, sino a través de donaciones voluntarias de los miembros de la iglesia. Antes de su construcción, hubo una fuerte conflicto sobre quien tenía derecho a usar la segunda iglesia protestante en Ruhla, denominada Trinitatiskirche. Con la construcción de la iglesia de la Concordia, también los protestantes del barrio de  Eisenach-Weimar, tenían un lugar de reunión.
Con el nombre de Concordia, se pretendía promover la unión de los barrios de Ruhla.
La iglesia cuenta con un órgano Jehmlich y una pila bautismal, donadas por los cuchilleros de Ruhla.  En el ángulo interior, donde se unen las dos naves, frente al púlpito había, hasta 1938, el llamado  Principado.  No se sabe por qué fue retirado.